# اسن ۱۳۳۲۴۳
سیارک ۱۳۳۲۴۳ (به انگلیسی: 133243 Essen، نامگذاری:2003RT1) صد و سی و سه هزار و دویست و چهل و سومین سیارک کشف شده‌است که در ۲ سپتامبر ۲۰۰۳ کشف شد.